# Juan Lozano
Juan Lozano Bohórquez (ur. 30 sierpnia 1955 w Coria del Río) – były hiszpański piłkarz grający na pozycji pomocnika, m.in. w Anderlechcie i Realu Madryt.

## Kariera
Rozegrał 212 spotkań i zdobył 63 bramki w belgijskiej Eerste klasse. Wystąpił ponadto w 24 spotkaniach hiszpańskiej Primera División (sześć goli), 10 w amerykańsko-kanadyjskich rozgrywkach NASL (cztery trafienia) oraz 18 w 2. lidze belgijskiej.

## Sukcesy

### Klubowe

#### Beerschot
- Puchar Belgii w sezonie 1978/1979.

#### Anderlecht
- mistrzostwa Belgii w sezonach 1985/1986 i 1986/1987,
- Puchar UEFA w sezonie 1982/1983,
- Puchary Belgii w sezonach 1987/1988 i 1988/1989,
- Superpuchary Belgii w latach 1981, 1985, 1986 i 1987.

#### Real Madryt
- Puchar UEFA w sezonie 1984/1985,
- Puchar Ligi Hiszpańskiej w sezonie 1984/1985.

### Indywidualne
- Piłkarz roku w Belgii 1986/1987.